# Xylocopa hafizii
Xylocopa hafizii är en biart som beskrevs av Maa 1938. Xylocopa hafizii ingår i släktet snickarbin, och familjen långtungebin. Inga underarter finns listade i Catalogue of Life.